# Tamboret Dúplex
El Tamboret Dúplex és un tamboret dissenyat el 1981 per Xavier Mariscal (València, 1950). Destaca per la seva forma divertida i gràfica, que trenca amb la sobrietat clàssica dels tamborets tradicionals sense perdre comoditat, estabilitat i resistència. És considerat un símbol del disseny gestual espanyol i un exponent anticipat de l'estil postmodern.

## Història
Va ser dissenyat com a part del mobiliari del bar Dúplex (València, 1980), del qual va prendre l'esperit i el nom. Aquest establiment, avui desaparegut, comptà amb un interiorisme de Ferran Salas i Xavier Mariscal. El protagonisme dels colors i les línies geomètriques del local encaixaren perfectament amb les del tamboret. Aquest, té influències de l'estil pop i també d'un tamboret de la dissenyadora Eileen Gray (Brownswood, Irlanda,1878 - París, 1976) de potes i seient semblants que, segons el mateix Mariscal, el van atraure per la línia i el moviment.
En principi se'n produïren pocs, ja que estaven destinats únicament al bar Dúplex, però més tard l'empresa BD, Ediciones de Diseño, en realitzà un tiratge amb què arribà a un públic més gran i assolí un important èxit comercial. Es produí en dues grandàries, l'estàndard de 81 x 47 x 42 cm i una de més petita anomenada single. També se’n realitzà un prototip amb un respatller i un braç que aguantava un cendrer. És el primer disseny de Mariscal produït en sèrie.
Arran del tamboret Dúplex, Mariscal va ser convidat pel dissenyador i arquitecte italià Ettore Sottsass a col·laborar amb el Grup Memphis, que llançà des d'Itàlia l'estil postmodern i colorista del mobiliari i amb qui l'artista valencià exposà el preuat carret Hilton, produït a Milà el 1981.

## Característiques
El tamboret Dúplex es caracteritza per l'originalitat i el grafisme de les potes, que en configuren l'estructura adoptant formes i colors diversos: blava la corbada, vermella la recta i groga l'ondulada. La part de les potes que està en contacte amb el terra té un recobriment que les protegeix i les acaba. A l'interior de l'espai comprès entre les potes hi ha dos anells, en blanc el superior (inclinat) i en negre l'inferior (horitzontal). El primer, que fa 11 cm de diàmetre, té una funció estructural i està subjectat a les potes amb fosa de ferro. El segon, de 35 cm de diàmetre, hi suma la funció de reposapeus i està collat amb unes peces de ferro de color negre. El seient és entapissat amb pell negra amb vora del mateix color, malgrat que el model original tenia el seient blau i la vora blanca.

## Presència a Museus
El 1995, l'empresa BD, Ediciones de Diseño, va donar al Museu de les Arts Decoratives de Barcelona un exemplar del tamboret Dúplex editat el 1981 que s'exposà a la col·lecció permanent del museu, ubicada al Palau Reial de Pedralbes, actualment al Museu del Disseny de Barcelona.

## Premis i reconeixements
- 1981 - Portada de la revista Modo.[3]
- 1984 - Seleccionat per als Premis Delta convocats a Barcelona per ADI-FAD.